# Стьюбен (округ, Нью-Йорк)
Округ Стьюбен (англ. Steuben County) — округ штата Нью-Йорк, США. Население округа на 2000 год составляло 98 728 человек. Административный центр округа — деревня Бат. Назван в честь Фридриха фон Штойбена.

## История
Округ Стьюбен основан в 1796 году. Источник образования округа Стьюбен: округ Онтэрио.

## География
Округ занимает площадь 3636,3 км².

## Промышленность
В городе Хорнелл находится завод компании Alstom Transport, где производится сборка вагонов метрополитена.

## Демография
Согласно переписи населения 2000 года, в округе Стьюбен проживало 98 728 человек. По оценке Бюро переписи населения США, к 2009 году население уменьшилось на 2,2 %, до 96 552 человек. Плотность населения составляла 26,6 человек на квадратный километр.